# Джафарабад (Хомейн)
Джафарабад (перс. جعفراباد) — село в Ірані, у дегестані Салеган, у Центральному бахші, шагрестані Хомейн остану Марказі. За даними перепису 2006 року, його населення становило 199 осіб, що проживали у складі 61 сім'ї.

## Клімат
Середня річна температура становить 13,73 °C, середня максимальна – 32,77 °C, а середня мінімальна – -9,16 °C. Середня річна кількість опадів – 208 мм.
| Клімат поселення                              | Клімат поселення | Клімат поселення | Клімат поселення | Клімат поселення | Клімат поселення | Клімат поселення | Клімат поселення | Клімат поселення | Клімат поселення | Клімат поселення | Клімат поселення | Клімат поселення | Клімат поселення |
| Показник                                      | Січ.             | Лют.             | Бер.             | Квіт.            | Трав.            | Черв.            | Лип.             | Серп.            | Вер.             | Жовт.            | Лист.            | Груд.            |                  |
| Середній максимум, °C                         | 10,02            | 12,32            | 17,78            | 22,82            | 26,44            | 30,91            | 32,77            | 32,10            | 28,26            | 22,67            | 16,58            | 10,22            |                  |
| Середня температура, °C                       | 0,44             | 2,72             | 8,18             | 13,23            | 16,86            | 21,32            | 26,00            | 25,34            | 21,48            | 15,90            | 9,81             | 3,45             |                  |
| Середній мінімум, °C                          | −9,16            | −6,86            | −1,4             | 3,64             | 7,26             | 11,74            | 19,23            | 18,57            | 14,73            | 9,12             | 3,04             | −3,32            |                  |
| Норма опадів, мм                              | 36               | 33               | 37               | 24               | 15               | 2                | 2                | 1                | 1                | 7                | 21               | 29               |                  |
| Середньомісячна швидкість вітру, м/с          | 1.57             | 2.08             | 2.78             | 2.95             | 2.78             | 2.55             | 2.58             | 2.40             | 2.22             | 2.14             | 1.85             | 1.65             |                  |
| Середньомісячна сонячна радіація, кДж/м²·день | 9758             | 13052            | 15526            | 18799            | 22650            | 26648            | 25677            | 24369            | 21422            | 16093            | 11363            | 9344             |                  |
| --------------------------------------------- | ---------------- | ---------------- | ---------------- | ---------------- | ---------------- | ---------------- | ---------------- | ---------------- | ---------------- | ---------------- | ---------------- | ---------------- | ---------------- |
| Джерело:                                      |                  |                  |                  |                  |                  |                  |                  |                  |                  |                  |                  |                  |                  |